# Aventurile lui Werner Holt (film)
Aventurile lui Werner Holt (titlul original: în germană Die Abenteuer des Werner Holt) este un film dramatic est-german, realizat în 1965 de regizorul Joachim Kunert, după prima parte (Romanul unei adolescențe) a romanului omonim din 1960 al scriitorului Dieter Noll, protagoniști fiind actorii Klaus-Peter Thiele, Manfred Karge, Arno Wyzniewski și Günter Junghans.

## Rezumat
Cu puțin timp înainte de sfârșitul celui de-al Doilea Război Mondial, soldatul Werner Holt luptă pe Frontul de Est care se află în pragul prăbușirii și se gândește retrospectiv la viața sa de tânăr, în special la prietenia de lungă durată cu fostul său coleg de clasă Gilbert Wolzow, care acum a fost promovat la conducerea lor la gradul de subofițer. Amândoi au fost odată susținători naziști fanatici, dar Holt, care a fost martor la un masacru făcut de SS și la uciderea unui prieten de școală, are acum îndoieli și începe să înțeleagă lipsa de sens a războiului. El salvează o femeie slovacă de la execuție, dar nu se poate decide încă să treacă la rezistență în mod deschis. În cele din urmă, se eliberează de starea de incertitudine și întoarce arma împotriva propriei armate...

## Distribuție
- Klaus-Peter Thiele – Werner Holt
- Manfred Karge – Gilbert Wolzow
- Arno Wyzniewski – Sepp Gomulka
- Günter Junghans – Christian Vetter
- Peter Reusse – Peter Wiese
- Dietlinde Greiff – Marie Krüger
- Angelica Domröse – Uta von Barnim
- Maria Alexander – Gertie Ziesche
- Monika Woytowicz – Gundula Thieß
- Wolfgang Langhoff – profesorul Holt
- Wolf Kaiser – general maior Wolzow
- Erika Pelikowsky – doamna Wolzow
- Martin Flörchinger – procurorul Gomulka
- Helga Göring – doamna Gomulka
- Ingeborg Ottmann – doamna Wiese
- Norbert Christian – Studienrat Knaack
- Kurt Steingraf – directorul Maaß
- Hans-Joachim Hanisch – sergentul Gottesknecht
- Adolf Peter Hoffmann – Hauptmannul Kutschera
- Herbert Körbs – generalul
- Kaspar Eichel – Fritz Zemtzki
- Horst Jonischkan – Günter Ziesche
- Kurt Kachlicki – locotenentul Wehnert
- Karl Zugowski – comandantul HJ, Meißner
- Rolf Römer – subofițerul Revetcki
- Rudolf Ulrich – subofițer Winkler
- Horst Kube – subofițerul Boek
- Günter Naumann – caporalul Kindchen
- Jochen Thomas – plutonierul major Burgkert
- Helmut Schreiber – Gefreiter Horbeck
- Peter Borgelt – Unterfeldmeister Böhm
- Volkmar Kleinert – Ober-Vormann Schulze
- Karla Chadimová – Milena
- Oldřich Lukeš – administratorul
- Dieter Franke – SS-istul
- Ingeborg Krabbe – soția SS-istului
- Dieter Bellmann – Pingel II
- Johannes Maus – Knoth
- Trude Bechmann – doamna Dengelmann
- Siegfried Seibt – un deținut

## Literatură
- Noll, Dieter, Romanul unei adolescențe, tradus de Mihai Isbășescu, București, 1965: Editura: Pentru Literatura Universală, 584 pag.;